# Третяк Сергій Вікторович
Сергій Вікторович Третяк (нар. 28 листопада 1984, Київ) — український футболіст, що грав на позиції нападника. Відомий за виступами в низці українських клубів різних ліг, найбільш відомий за виступами у вищолігових клубах «Оболонь» і «Сталь», а також в ізраїльських клубах вищого дивізіону «Маккабі» (Нетанья) і «Маккабі» (Явне).

## Клубна кар'єра
Сергій Третяк народився в Києві, та є вихованцем футбольної школи клубу Княжа зі Щасливого. У професійному футболі Третяк дебютував у 2001 році в команді першої ліги «Борисфен», проте більше матчів провів за його фарм-клуб «Борисфен-2» в другій лізі. У зв'язку із тим, що «Борисфен» деякий час був фарм-клубом вищолігового київського «Арсенала», Сергій Третяк зіграв 1 матч за кивський клуб у Кубку України проти «Уголька» з Димитрова, але в чемпіонаті за «Арсенал» не зіграв. З 2003 року Сергій Третяк став гравцем клубу вищої ліги «Оболонь», одночасно також виступав за її фарм-клуби «Красилів-Оболонь» у першій лізі та «Оболонь-2» в другій лізі. У сезоні 2005—2006 років Третяк грав за клуб вищої ліги «Сталь» з Алчевська, проте зіграв у ній лише 13 матчів у чемпіонаті. На початку 2007 року Сергій Третяк грав за першолігову луцьку «Волинь», за яку зіграв лише 14 матчів, і покинув клуб. З початку 2008 року футболіст грав у складі команди другої ліги «Полтава» з однойменного обласного центру, а у 2009 році грав за київський ЦСКА. Потім на початку 2010 року Сергій Третяк грав за аматорські клуби «Батьківщина» з Києва та «Хілд-Любомир» зі Ставища. На початку 2011 року Третяк перебрався до Ізраїлю, де протягом двох років грав за клуб місцевого вищого дивізіону «Маккабі» (Нетанья). Після цього Сергій Третяк повернувся до України, де знову грав за клуб «Хілд-Любомир». У сезоні 2013—2014 футболіст грав з ізраїльський клуб вищого дивізіону «Маккабі» (Явне). Після цього Третяк повернувся до України, де знову грав за «Хілд-Любомир». З початку 2017 року футболіст грав за грузинський клуб «Мерані» з Мартвілі. У 2018 році Третяк грав у складі іншого грузинського клубу «Сіоні». Після цього в 2019 році футболіст повернувся в Україну, де до 2021 році грав у складі низки аматорських команд.